# Irene van Staveren

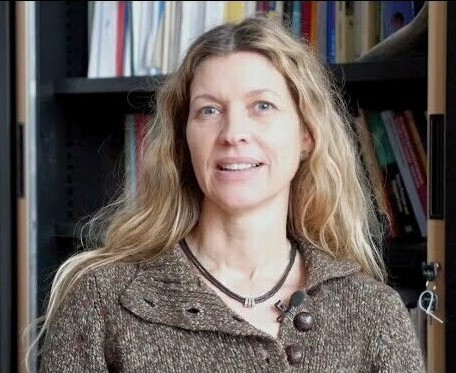
Irene van Staveren

Irene Pauline „I.P.“ van Staveren (* 15. November 1963 in Heemskerk) ist eine niederländische Wirtschaftswissenschaftlerin und Hochschullehrerin.

## Werdegang, Forschung und Lehre
Van Staveren studierte Entwicklungsökonomie, Arbeitsmarktökonomik und Regionalökonomie an der Erasmus-Universität Rotterdam, 1988 schloss sie ihr Studium als Bachelor of Arts ab. Während sie anschließend  ihre Promotion an der Hochschule begann, engagierte sie sich zwischen 1991 und 1996 in der NGO oikos International. 1996 bis 1998 war sie politische Beraterin des Ministerie van Buitenlandse Zaken bezüglich Wirtschaftspolitik und Gender. Ab 1998 war sie Lecturer an der Rotterdamer Erasmus-Universität, dort graduierte sie im folgenden Jahr unter der Anleitung von Arjo Klamer als Ph.D. über ein wirtschaftsethisches Thema. Ihre Dissertationsschrift wurde von der European Association for Evolutionary Political Economy mit dem Gunnar-Myrdal-Preis ausgezeichnet. Anschließend wechselte sie als Lecturer ans International Institute of Social Studies nach Den Haag, wo sie 2004 zum Associate Professor aufstieg. Im selben Jahr folgte sie einem Ruf als ordentliche Professorin der Radboud-Universität Nijmegen, wo sie bis 2009 lehrte und forschte. Seit 2010 ist sie Professorin für pluralistische Entwicklungsökonomie an der Erasmus-Universität Rotterdam.
Van Staverens Arbeitsschwerpunkte liegen im Bereich heterodoxe Ökonomie, feministische Ökonomie, pluralistische Ökonomie und Sozioökonomie. Dabei setzt sie sich auch mit wirtschaftsethischen und wirtschaftsphilosophischen Fragestellungen auseinander.
Zwischen 2003 und 2008 war van Staveren Teil der Herausgeberschaft des Periodikums Review of Political Economy, zwischen 2004 und 2018 war sie Mitherausgeberin der Zeitschrift Review of Social Economy. Sie ist jeweils seit 2008 Mitherausgeberin der Publikationen Feminist Economics und Journal of Economic Issues.